# Stefan Bötticher
Stefan Bötticher (Leinefelde, Turíngia, 2 de febrer de 1992) és un ciclista alemany especialista en pista. Doble campió del món en les proves de velocitat als Campionats del món de 2013.

## Palmarès
- 2011
  -  Campió d'Europa sub-23 en Velocitat
  -  Campió d'Europa sub-23 en Velocitat per equips (amb Erik Balzer i Joachim Eilers)
  -  Campió d'Europa sub-23 en Keirin
  -  Campió d'Alemanya en Velocitat
- 2012
  -  Campió d'Europa sub-23 en Velocitat
  -  Campió d'Europa sub-23 en Velocitat per equips (amb Erik Balzer i Eric Engler)
  -  Campió d'Europa sub-23 en Keirin
  -  Campió d'Alemanya en Velocitat
  -  Campió d'Alemanya en Velocitat per equips (amb Maximilian Levy i Max Niederlag)
  -  Campió d'Alemanya en Keirin
- 2013
  -  Campió del món de velocitat per equips
  -  Campió del món de velocitat per equips (amb Maximilian Levy i René Enders)
- 2014
  -  Campió d'Alemanya en Velocitat
  -  Campió d'Alemanya en Keirin

### Resultats a laCopa del Món
- 2011-2012
  - 1r a Cali, en Velocitat
- 2012-2013
  - 1r a Glasgow, en Keirin
  - 1r a Glasgow, en Velocitat
  - 1r a Glasgow, en Velocitat per equips
- 2014-2015
  - 1r a Londres, en Keirin